# Hang On
"Hang On" er en sang skrevet af danske Jesper Lundgaard. Sangen blev et hit i Danmark i 2001 med DJ Freedom og blev som single solgt i mere end 21000 eksemplarer.
| Musik | Spire Denne musikartikel er en spire som bør udbygges. Du er velkommen til at hjælpe Wikipedia ved at udvide den. |